# كاترينا فالنتينو
كاترينا فالنتينو هي ممثلة فنزويلية، ولدت في 9 فبراير 1976 في كاراكاس في فنزويلا.